# آن ون اولست
آن ون اولست (انگلیسی: Anne van Olst؛ زادهٔ ۲۵ مارس ۱۹۶۲) از برندگان مدال‌های بازی‌های المپیک تابستانی و اهل دانمارک است.